# چورنیه‌فولد
چورنیه‌فولد (به مجاری:  Csörnyeföld) یک منطقهٔ مسکونی در مجارستان است که در زالا واقع شده‌است.